# Worytki
Worytki – część wsi Gulbity w Polsce, położona w województwie warmińsko-mazurskim, w powiecie ostródzkim, w gminie Morąg.
W latach 1975–1998 Worytki administracyjnie należały do województwa olsztyńskiego.
W roku 1973 jako kolonia Worytki należały do powiatu morąskiego, gmina i poczta Morąg.